# Колеса в колесах (роман)

Перше видання (опубл. Doubleday)
Обкладинка: Дейвід Вільгельмсен

«Колеса в колесах» (англ. «Wheels Within Wheels»)  — роман Ф. Пола Вілсона, опублікований у 1978 році, дія якого відбувається в міжзоряному суспільстві під назвою «Федерація Ла Наґа».

## Відгуки
Грег Костікян опублікував рецензію на «Колеса в колесах» у журналі «Ейрес мегезін» №2 і прокоментував, що «політика автора не домінує в романі – нелібертаріанці можуть спокійно читати його, не завдаючи шкоди своїй розумовій рівновазі». 
В «Кьоркус рев'юс» стверджується: «Так собі спроба, слабо пов’язана з «Цілителем» Вілсона (1976); майбутні томи, очевидно, об’єднають різні нитки». 
Роман отримав дебютну премію «Прометей».
- Рецензія Денніса М. Мелоні (1979) у журналі «Сайнс фішн & фентезі рев'юз» (англ. «Science Fiction & Fantasy Book Review»), грудень 1979[4]
- Огляд Девіда Петтуса (1980) у Fan Plus, №1 січня 1980 року
- Огляд Дейва Ленгфорда (1980) у часописі «Вектор»[en] 97
- «Клітт[en]»[5]